# Dęby (województwo pomorskie)
Dęby (dodatkowa nazwa w j. kaszub. Dãbë, niem. Dambee) – wieś w Polsce, położona w województwie pomorskim, w powiecie bytowskim, w gminie Czarna Dąbrówka.
Wchodzi w skład sołectwa Otnoga.
Do 2024 r. miejscowość była przysiółkiem wsi Otnoga. W latach 1975–1998 przysiółek administracyjnie należał do województwa słupskiego.

## Historia
29 grudnia 1937 r., w ramach polityki germanizacji nazw miejscowych pochodzenia słowiańskiego, administracja nazistowska zastąpiła dotychczasową nazwę miejscowości Dambee ahistoryczną formą Eichen.